# David O'Keefe
Pour les articles homonymes, voir David O'Keeffe.
David Dean O'Keefe (1824 ou 1828 - 1901) est un capitaine de bateau irlando-américain devenu une figure historique et politique des îles Yap, dans l'Océan Pacifique Sud.
O'Keefe émigre aux États-Unis en 1848 et s'établit à Savannah, en Géorgie. En 1871, il est capitaine d'un navire en direction du Pacifique Sud à la recherche de perles, mais son navire fait naufrage à proximité des îles Yap. Il en est le seul survivant. Il amasse rapidement des richesses en commerçant avec les Yapais, leur échangeant notamment des outils pour qu'ils puissent tailler plus facilement de la monnaie de pierre, contre d'autres biens. Cette richesse lui a permis de posséder une île, dont il a été considéré comme "le roi". Il disposait de son propre emblème, figurant le drapeau américain flottant sur les lettres "O K". Bien qu'ayant déjà une femme et une fille à Savannah, il épouse deux femmes yapaises, dont il a des enfants.
En 1901, il meurt sur un navire revenant à Savannah.
L'histoire de cet aventurier et commerçant inspirent à Laurence Klingman et Gerald Green le roman His Majesty O'Keefe (1952). Ce dernier sert de base au scénario du film Le Roi des îles (His Majesty O'Keefe), réalisé par Byron Haskin, avec Burt Lancaster dans le rôle titre, sorti en 1954.